# Castel Fusano
Castel Fusano è la trentesima zona di Roma nell'Agro romano, indicata con Z. XXX.
Il toponimo indica anche una frazione di Roma Capitale e la zona urbanistica 13H del Municipio Roma X.

## Geografia fisica

### Territorio
Si trova nell'area sud del comune, separata dal complesso cittadino, sul lato est di via Cristoforo Colombo.
La zona confina:
- a nord-ovest con le zone Z. XXXIV Casal Palocco[1] e Z. XXXIII Acilia Sud[2]
- a est con la zona Z. XXIX Castel Porziano[3]
- a sud-ovest con il quartiere Q. XXXV Lido di Castel Fusano[4]

Insieme alla zona di Casal Palocco è la sola, delle attuali 53 di Roma Capitale, i cui confini non sono delimitati da alcuno fra il Grande Raccordo Anulare, il Tevere, il mar Tirreno o un altro comune. Tutte le altre zone confinano con almeno uno di essi.
La zona urbanistica confina:
- a nord-ovest con le zone urbanistiche 13G Ostia Sud e 13E Ostia Antica
- a nord-est con le zone urbanistiche 13D Palocco e 13I Infernetto
- a sud-est con la zona urbanistica 13X Castel Porziano
- a sud-ovest con il mar Tirreno

## Storia
La Massa Fusana è citata sin dall'XI secolo come proprietà dell'abbazia di San Paolo fuori le mura e nel XII secolo era posseduto in parte anche dalla Abbazia di Sant'Anastasio alle Acque Salvie con la chiesa di S. Maria, quindi passò, nel secolo XVII, ai Sacchetti che vi impiantarono la pineta, ed infine alla famiglia Chigi.

## Monumenti e luoghi d'interesse

### Architetture religiose
- Chiesa di Santa Maria dei Pellegrini e Sant'Aristide, su via Bernardo Pasquini. Chiesa del XX secolo. 41.745931°N 12.36411°E

Luogo sussidiario di culto della parrocchia di San Tommaso apostolo.
- Chiesa di San Corbiniano, su via Ermanno Wolf Ferrari. Chiesa del XXI secolo (2011).
- Chiesa di San Tommaso apostolo, su via Lino Liviabella. Chiesa del XXI secolo (2013). 41.738813°N 12.371842°E

Progetto dell'architetto Marco Petreschi. Parrocchia eretta il 19 febbraio 1964 con il decreto del cardinale vicario Clemente Micara "Cum sanctissimus dominus". La chiesa è stata consacrata dal cardinale Agostino Vallini il 13 aprile 2013.

### Architetture civili
- Villa Chigi, già Sacchetti, su viale Mediterraneo.

### Siti archeologici
- Villa della Palombara (cosiddetta villa di Plinio), su viale della Villa di Plinio. Domus del I secolo. 41.711295°N 12.346876°E

Situata nella tenuta Palombara (via Severiana).
- Basilica paleocristiana, su viale della Villa di Plinio. Basilica del II-VII secolo. 41.711591°N 12.348902°E

Situata nei pressi della villa.

### Aree naturali
- Parco urbano Pineta di Castel Fusano 41.724635°N 12.332525°E

## Geografia antropica

### Urbanistica
Nel territorio di Castel Fusano si estende l'omonima zona urbanistica 13H e la 13I Infernetto.

### Suddivisioni storiche
Oltre alla omonima frazione, fa parte del territorio della zona anche la frazione Infernetto.

## Infrastrutture e trasporti
|  | È raggiungibile dalla stazione Castel Fusano. |

## Sport

### Calcio
La località di Castel Fusano nel 1970 ospitò, dal 5 al 16 maggio, la seconda parte del ritiro della nazionale di calcio dell'Italia in preparazione al campionato del mondo 1970.